# Bdelyrus metaensis
Bdelyrus metaensis är en skalbaggsart som beskrevs av Cook 1998. Bdelyrus metaensis ingår i släktet Bdelyrus och familjen bladhorningar. Inga underarter finns listade.